# Séquito
Séquito é o grupo que segue junto a alguém; geralmente um nobre: Rei, Rainha, etc. Este é um termo antigo que se refere ao grupo de pessoas que acompanham uma autoridade; comumente uma referência aos acompanhantes dos nobres. Equivale à comitiva.
O séquito de um príncipe, por exemplo, não só incluiria cortesãos profissionais, mas também vários bispos, clérigos e outros funcionários, membros seniores da aristocracia e outros assessores mais ocasionais, tradutores, etc. Muitas vezes não seriam membros permanentes da comitiva, mas ocasionalmente.